# 영광서초등학교
영광서초등학교는 대한민국 전라남도 영광군 영광읍 계송리 667에 있었던 초등학교이다.

## 연혁
- 1935년 6월 10일 영광공립보통학교 부설간이학교(4년제) 설립
- 1943년 6월 7일 영광서공립국민학교로 승격
- 1950년 6월 10일 영광서국민학교로 개칭
- 1982년 3월 12일 병설유치원 개원
- 1994년 9월 1일 월산분교장(舊 법성동국민학교) 본교 편입
- 1996년 3월 1일 영광서초등학교로 교명 변경
- 1996년 9월 1일 월산분교장 통폐합
- 2011년 3월 1일 폐교(영광초등학교로 통합)